# Marchezais
Marchezais est une commune française située dans le département d'Eure-et-Loir en région Centre-Val de Loire.

## Géographie

### Localisation

Situation géographique
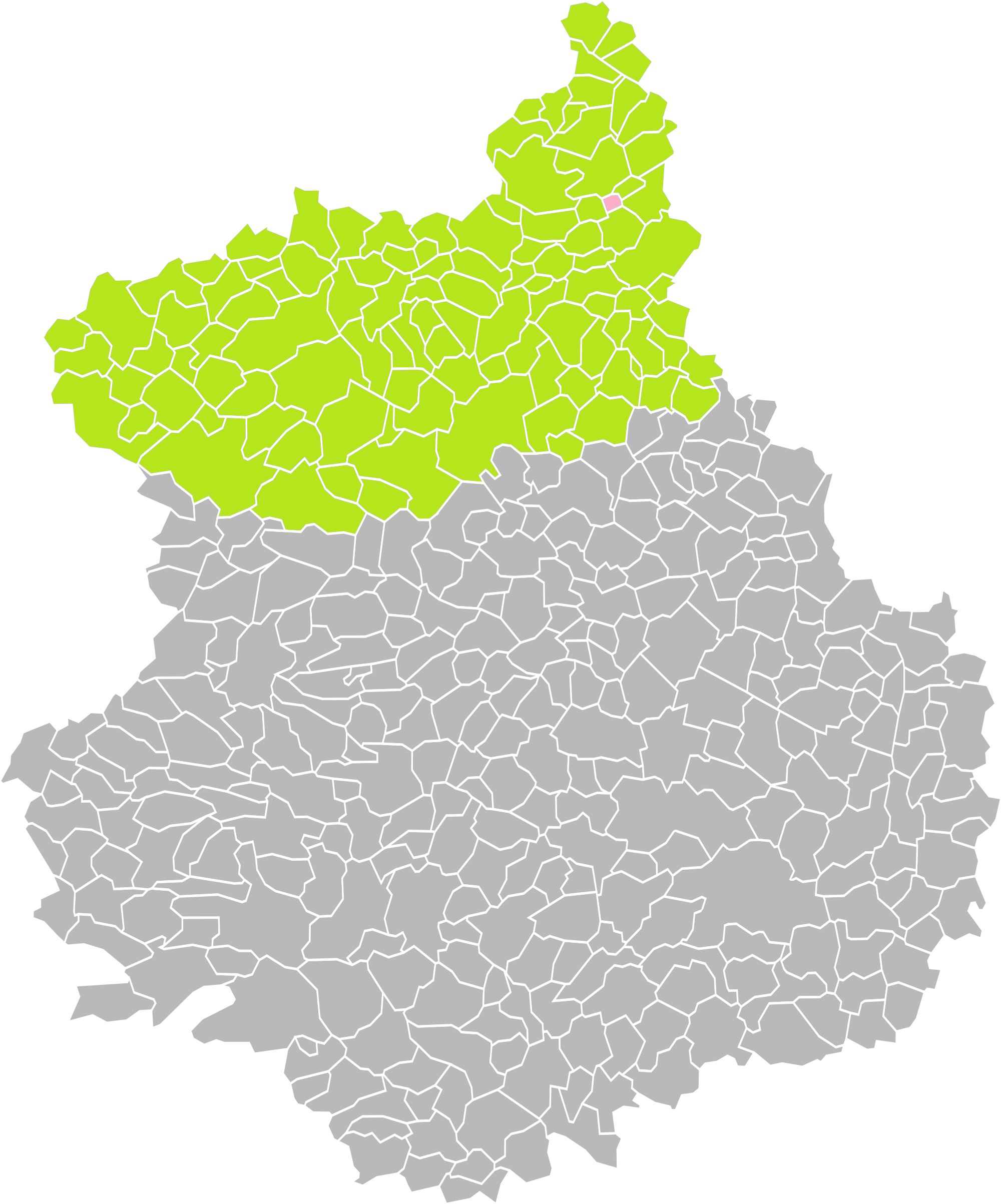
Marchezais dans son arrondissement.
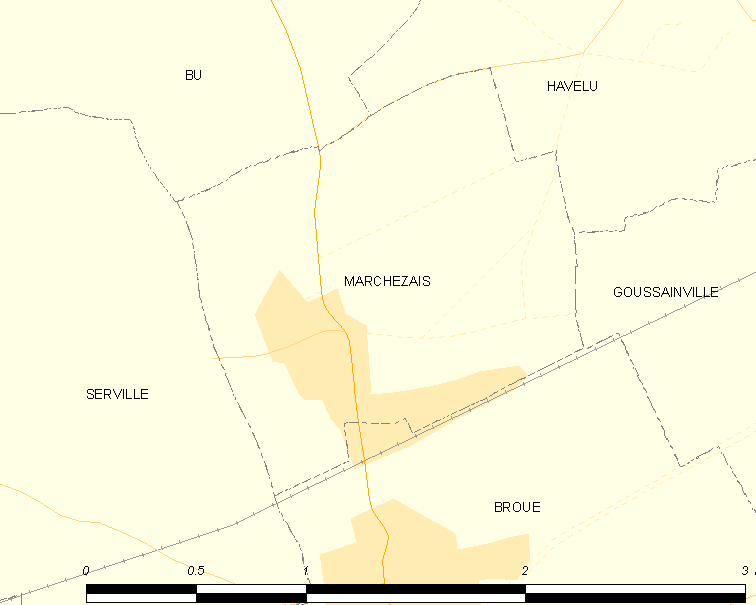
Carte de la commune de Marchezais, 2012.

La commune fait partie de la région naturelle et agricole du Drouais.

### Communes limitrophes
|          | Bû         | Havelu        |
| Serville | Marchezais | Goussainville |
|          | Broué      |               |

### Hydrographie
La commune n'est traversée par aucun cours d'eau ; néanmoins, deux canaux partent de la commune et se rejoignent au niveau du hameau de Orval, sur le territoire de la commune de Goussainville. L'un de ces canaux part de la station d'épuration, à l'est du village, et est utilisé pour le rejet en milieu naturel des eaux usées après traitement.

### Voies de communication et transports

#### Desserte ferroviaire
La ligne de Saint-Cyr à Surdon passe sur le territoire communal. La gare ferroviaire la plus proche est la gare de Marchezais - Broué, située sur le territoire de la commune de Broué.

### Climat
Pour des articles plus généraux, voir Climat du Centre-Val de Loire et Climat d'Eure-et-Loir.
En 2010, le climat de la commune est de type climat océanique dégradé des plaines du Centre et du Nord, selon une étude du CNRS s'appuyant sur une série de données couvrant la période 1971-2000. En 2020, Météo-France publie une typologie des climats de la France métropolitaine dans laquelle la commune est exposée à un climat océanique et est dans la région climatique  Sud-ouest du bassin Parisien, caractérisée par une faible pluviométrie, notamment au printemps (120 à 150 mm) et un hiver froid (3,5 °C). 
Pour la période 1971-2000, la température annuelle moyenne est de 10,5 °C, avec une amplitude thermique annuelle de 14,2 °C. Le cumul annuel moyen de précipitations est de 639 mm, avec 10,4 jours de précipitations en janvier et 7,8 jours en juillet. Pour la période 1991-2020, la température moyenne annuelle observée sur la station météorologique de Météo-France la plus proche, « Bû_sapc », sur la commune de Bû à 3 km à vol d'oiseau, est de 11,4 °C et le cumul annuel moyen de précipitations est de 633,2 mm,. Pour l'avenir, les paramètres climatiques de la commune estimés pour 2050 selon différents scénarios d'émission de gaz à effet de serre sont consultables sur un site dédié publié par Météo-France en novembre 2022.

## Urbanisme

### Typologie
Au 1er janvier 2024, Marchezais est catégorisée bourg rural, selon la nouvelle grille communale de densité à 7 niveaux définie par l'Insee en 2022.
Elle est située hors unité urbaine. Par ailleurs la commune fait partie de l'aire d'attraction de Paris, dont elle est une commune de la couronne,. 

### Occupation des sols
L'occupation des sols de la commune, telle qu'elle ressort de la base de données européenne d’occupation biophysique des sols Corine Land Cover (CLC), est marquée par l'importance des territoires agricoles (82,6 % en 2018), en diminution par rapport à 1990 (84,8 %). La répartition détaillée en 2018 est la suivante : 
terres arables (82,6 %), zones urbanisées (17,4 %). L'évolution de l’occupation des sols de la commune et de ses infrastructures peut être observée sur les différentes représentations cartographiques du territoire : la carte de Cassini (XVIIIe siècle), la carte d'état-major (1820-1866) et les cartes ou photos aériennes de l'IGN pour la période actuelle (1950 à aujourd'hui).

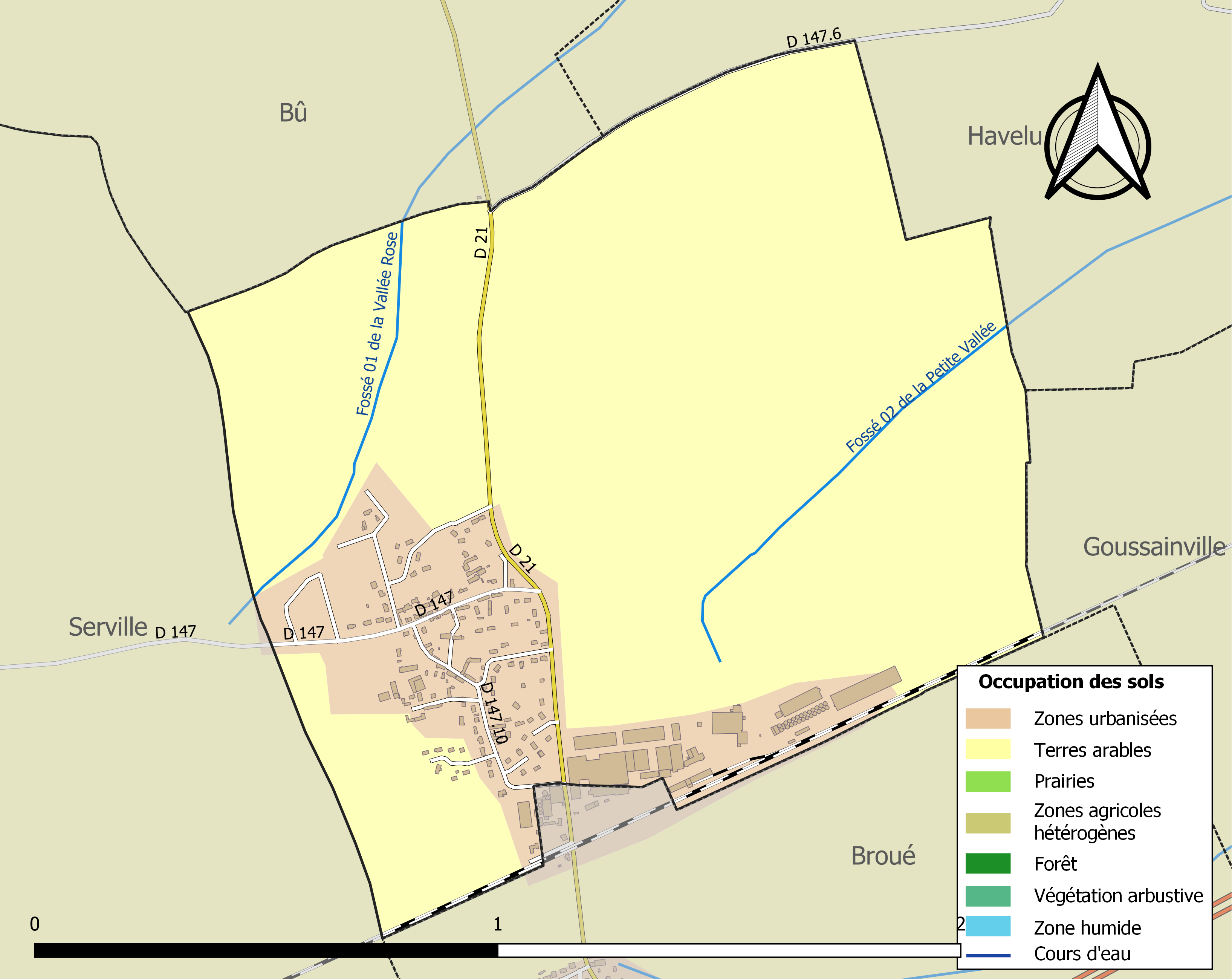
Carte des infrastructures et de l'occupation des sols de la commune en 2018 (CLC).

### Risques majeurs
Le territoire de la commune de Marchezais est vulnérable à différents aléas naturels : météorologiques (tempête, orage, neige, grand froid, canicule ou sécheresse), inondations, mouvements de terrains et séisme (sismicité très faible). Il est également exposé à un risque technologique, le transport de matières dangereuses. Un site publié par le BRGM permet d'évaluer simplement et rapidement les risques d'un bien localisé soit par son adresse soit par le numéro de sa parcelle.

#### Risques naturels
Certaines parties du territoire communal sont susceptibles d’être affectées par le risque d’inondation par débordement de cours d'eau et par ruissellement et coulée de boue, notamment La commune a été reconnue en état de catastrophe naturelle au titre des dommages causés par les inondations et coulées de boue survenues en 1999 et 2016,.

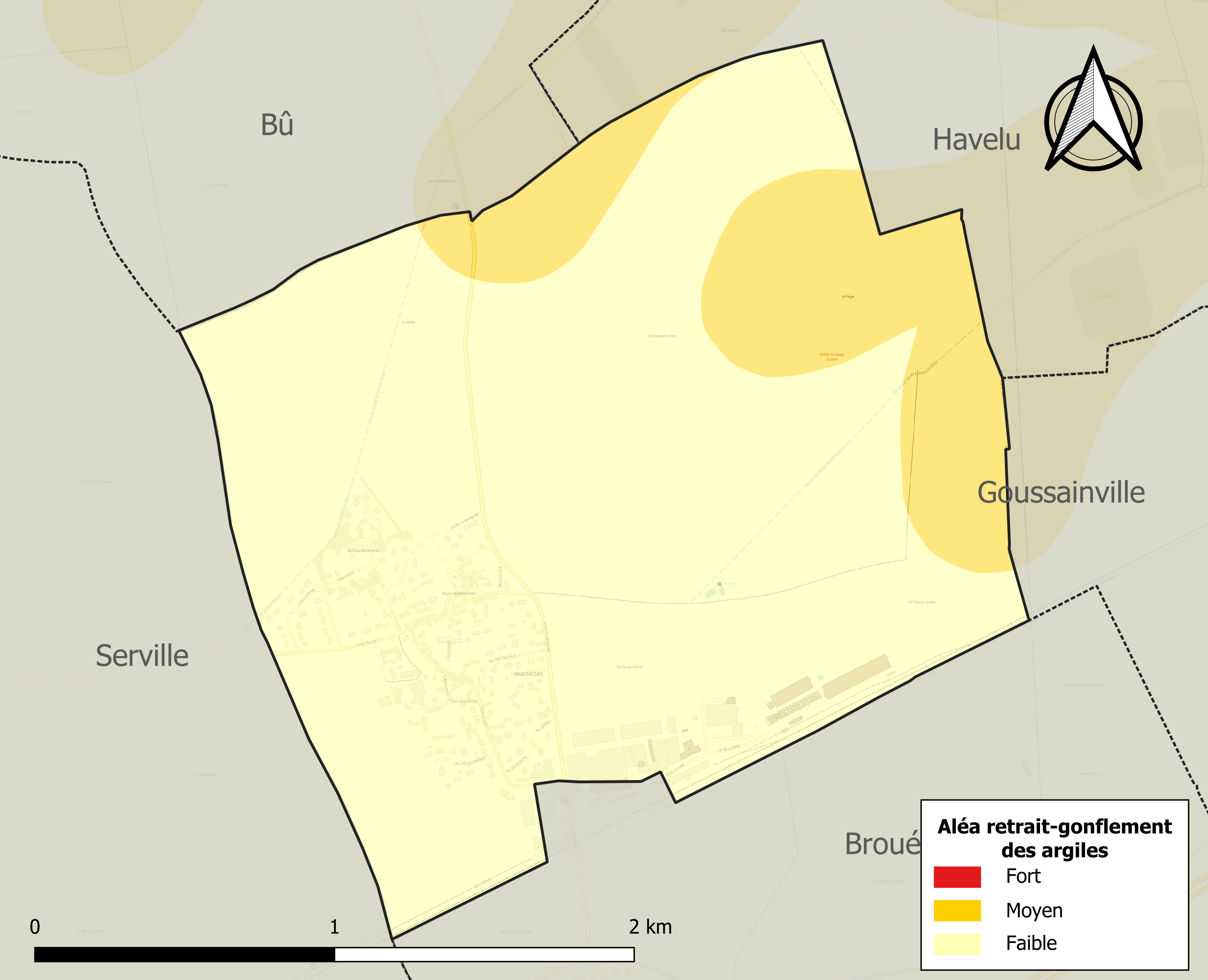
Carte des zones d'aléa retrait-gonflement des sols argileux de Marchezais.

Les mouvements de terrains susceptibles de se produire sur la commune sont des affaissements et effondrements liés aux cavités souterraines. L'inventaire national des cavités souterraines permet de localiser celles situées sur la commune.
Le retrait-gonflement des sols argileux est susceptible d'engendrer des dommages importants aux bâtiments en cas d’alternance de périodes de sécheresse et de pluie. 18,1 % de la superficie communale est en aléa moyen ou fort (52,8 % au niveau départemental et 48,5 % au niveau national). Sur les 144 bâtiments dénombrés sur la commune en 2019, 0 sont en aléa moyen ou fort, soit 0 %, à comparer aux 70 % au niveau départemental et 54 % au niveau national. Une cartographie de l'exposition du territoire national au retrait gonflement des sols argileux est disponible sur le site du BRGM,.
Concernant les mouvements de terrains, la commune a été reconnue en état de catastrophe naturelle au titre des dommages causés par des mouvements de terrain en 1999.

#### Risques technologiques
Le risque de transport de matières dangereuses sur la commune est lié à sa traversée par des infrastructures routières ou ferroviaires importantes ou la présence d'une canalisation de transport d'hydrocarbures. Un accident se produisant sur de telles infrastructures est en effet susceptible d’avoir des effets graves au bâti ou aux personnes jusqu’à 350 m, selon la nature du matériau transporté. Des dispositions d’urbanisme peuvent être préconisées en conséquence.

## Toponymie
Le nom de la localité est attesté sous les formes Marchesez vers 1250, Marchesetum vers 1272.
Son nom est issu de l'oïl Marchés, « marais » avec le suffixe diminutif et au pluriel, « petit marais ».

## Histoire
Les premières traces écrites sur Marchezais remontent en l'an 1020 du fait que Saint Fulbert, évêque de Chartres, devant reconstruire sa cathédrale à la suite d'un incendie, ne pouvait percevoir sa prébende sur Marchezais, pillée par Raoul comte de Bayeux et seigneur d'Ivry-la-Bataille, par Geoffroi vicomte de Châteaudun et du Maine et par Herbert comte du Maine.
L’écusson de la commune représente les roseaux, les silos et le blé, expression de la plaine céréalière.
Marchezais est un village groupé autour de son église dont la voûte peinte a été refaite en 1998, elle était un lieu de sauvegarde pour les différents voyageurs.
Comme dans de nombreux villages français, l'église est entourée du cimetière où, dans un angle discret, se trouve le monument aux morts. En soi, cela n'a rien de bien extraordinaire, en revanche on peut lire sur la plaque commémorative que certains Marcherois sont tombés pour la France pendant la guerre de 1914-1919 ! Faute du graveur ou circonstance de l'histoire qui voudrait que la Grande guerre eut été plus longue à Marchezais qu'ailleurs.

## Politique et administration

### Liste des maires
| Période   | Période  | Identité                         | Étiquette | Qualité                                         |
| --------- | -------- | -------------------------------- | --------- | ----------------------------------------------- |
| 1790      | 1799     | Pierre Guillaume MOHIER          |           |                                                 |
| 1800      | 1809     | Nicolas LEFEVRE                  |           |                                                 |
| 1809      | 1815     | Gabriel MARCHAND                 |           |                                                 |
| 1815      | 1826     | Honoré Alexandre AULET           |           | Conseiller général du canton d'Anet (1833-1837) |
| 1826      | 1830     | Jean Baptiste BONNET             |           |                                                 |
| 1830      | 1836     | Honoré Alexandre AULET           |           | Conseiller général du canton d'Anet (1833-1837) |
| 1837      | 1840     | Hubert Alexis VIMONT             |           |                                                 |
| 1841      | 1843     | Honoré Alexandre AULET           |           | Conseiller général du canton d'Anet (1833-1837) |
| 1844      | 1846     | Jean Baptiste BONNET             |           |                                                 |
| 1847      | 1880     | Pierre Gabriel MARCHAND          |           |                                                 |
| 1880      | 1884     | Pierre Joseph ROGNON             |           |                                                 |
| 1884      | 1891     | Pierre Augustin TOUZE            |           |                                                 |
| 1892      | 1899     | Pierre Joseph ROGNON             |           |                                                 |
| 1900      | 1919     | Louis Clément LEFEVRE            |           |                                                 |
| 1920      | 1934     | Gustave Albert GAZIER            |           |                                                 |
| 1935      | 1945     | Maurice Albert Désiré LECOQ      |           |                                                 |
| 1945      | 1947     | Madeleine Agustine Adrienne RAUX |           |                                                 |
| 1947      | 1963     | René DOX                         |           |                                                 |
| 1963      | 1963     | Robert Louis LETELLIER           |           |                                                 |
| 1963      | 1971     | Claude DOX                       |           |                                                 |
| 1971      | 2011     | Bernard Julien Georges LETELLIER | DVD       |                                                 |
| 2011      |          | Jérôme DEPONDT                   | DVD       | Avocat                                          |
| mars 2014 | En cours | Jérôme Depondt,                  |           | Profession libérale                             |

## Population et société

### Démographie
L'évolution du nombre d'habitants est connue à travers les recensements de la population effectués dans la commune depuis 1793. Pour les communes de moins de 10 000 habitants, une enquête de recensement portant sur toute la population est réalisée tous les cinq ans, les populations de référence des années intermédiaires étant quant à elles estimées par interpolation ou extrapolation. Pour la commune, le premier recensement exhaustif entrant dans le cadre du nouveau dispositif a été réalisé en 2008.

En 2022, la commune comptait 408 habitants, en évolution de +24,39 % par rapport à 2016 (Eure-et-Loir : −0,23 %, France hors Mayotte : +2,11 %).
| 1793 | 1800 | 1806 | 1821 | 1831 | 1836 | 1841 | 1846 | 1851 |
| ---- | ---- | ---- | ---- | ---- | ---- | ---- | ---- | ---- |
| 101  | 97   | 100  | 90   | 100  | 108  | 113  | 110  | 107  |

| 1856 | 1861 | 1866 | 1872 | 1876 | 1881 | 1886 | 1891 | 1896 |
| ---- | ---- | ---- | ---- | ---- | ---- | ---- | ---- | ---- |
| 104  | 95   | 95   | 90   | 94   | 86   | 93   | 86   | 79   |

| 1901 | 1906 | 1911 | 1921 | 1926 | 1931 | 1936 | 1946 | 1954 |
| ---- | ---- | ---- | ---- | ---- | ---- | ---- | ---- | ---- |
| 83   | 78   | 69   | 68   | 79   | 82   | 85   | 80   | 67   |

| 1962 | 1968 | 1975 | 1982 | 1990 | 1999 | 2006 | 2008 | 2013 |
| ---- | ---- | ---- | ---- | ---- | ---- | ---- | ---- | ---- |
| 51   | 47   | 99   | 169  | 221  | 208  | 271  | 289  | 284  |

| 2018 | 2022 | - | - | - | - | - | - | - |
| ---- | ---- | - | - | - | - | - | - | - |
| 357  | 408  | - | - | - | - | - | - | - |

## Économie
À l'origine village purement agricole avec cinq fermes et de nombreux ouvriers agricoles, Marchezais est aujourd'hui essentiellement peuplée de citadins venus s'installer à la campagne pendant les vingt dernières années.
Cependant, l'activité agricole y demeure intense, tant en raison des terres cultivées que des industries de stockage et de transformation céréalières qui sont présentes sur site. Ainsi, les silos de la coopérative Avibeauce, implantés le long de la ligne de Saint-Cyr à Surdon, bénéficient de cette infrastructure pour acheminer les productions agricoles en grandes quantités et à moindres coûts financier et écologique.
Concernant le tourisme, le village de Marchezais bénéficie d'un gîte, d'un poney club et d'une ferme qui peut être visitée. L'église Sainte-Madeleine de Marchezais peut également faire l'objet de visites.

## Culture locale et patrimoine

### Lieux et monuments
- Église Sainte-Madeleine : l'église abrite, au-dessus du maître-autel, le tableau Madeleine dans la grotte de la Sainte-Baume,  Inscrit MH (2013)[26]
- Bibliothèque accessible à tous ;
- Monument aux morts.

Lieux et monuments
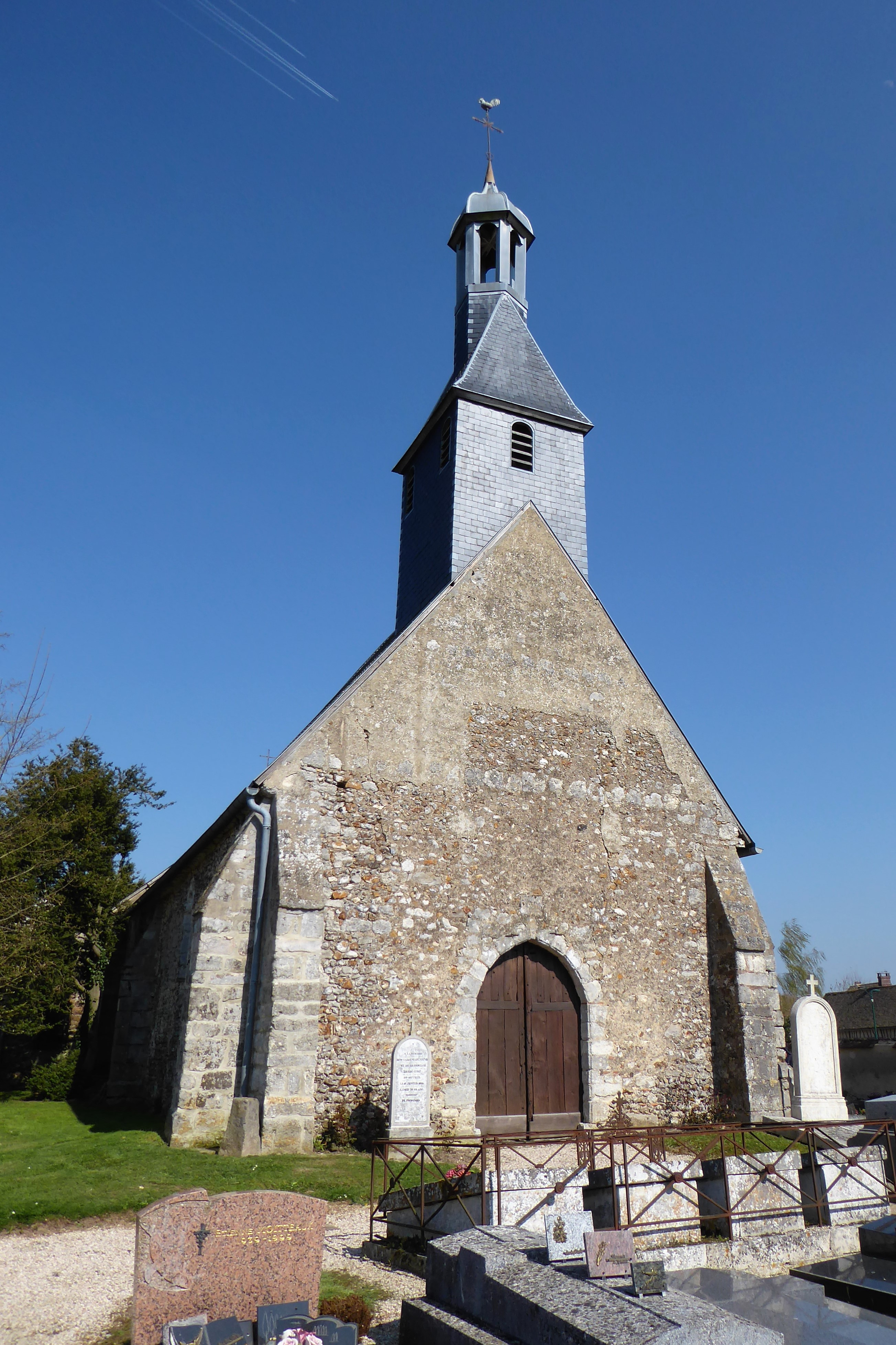
L'église Sainte-Madeleine.
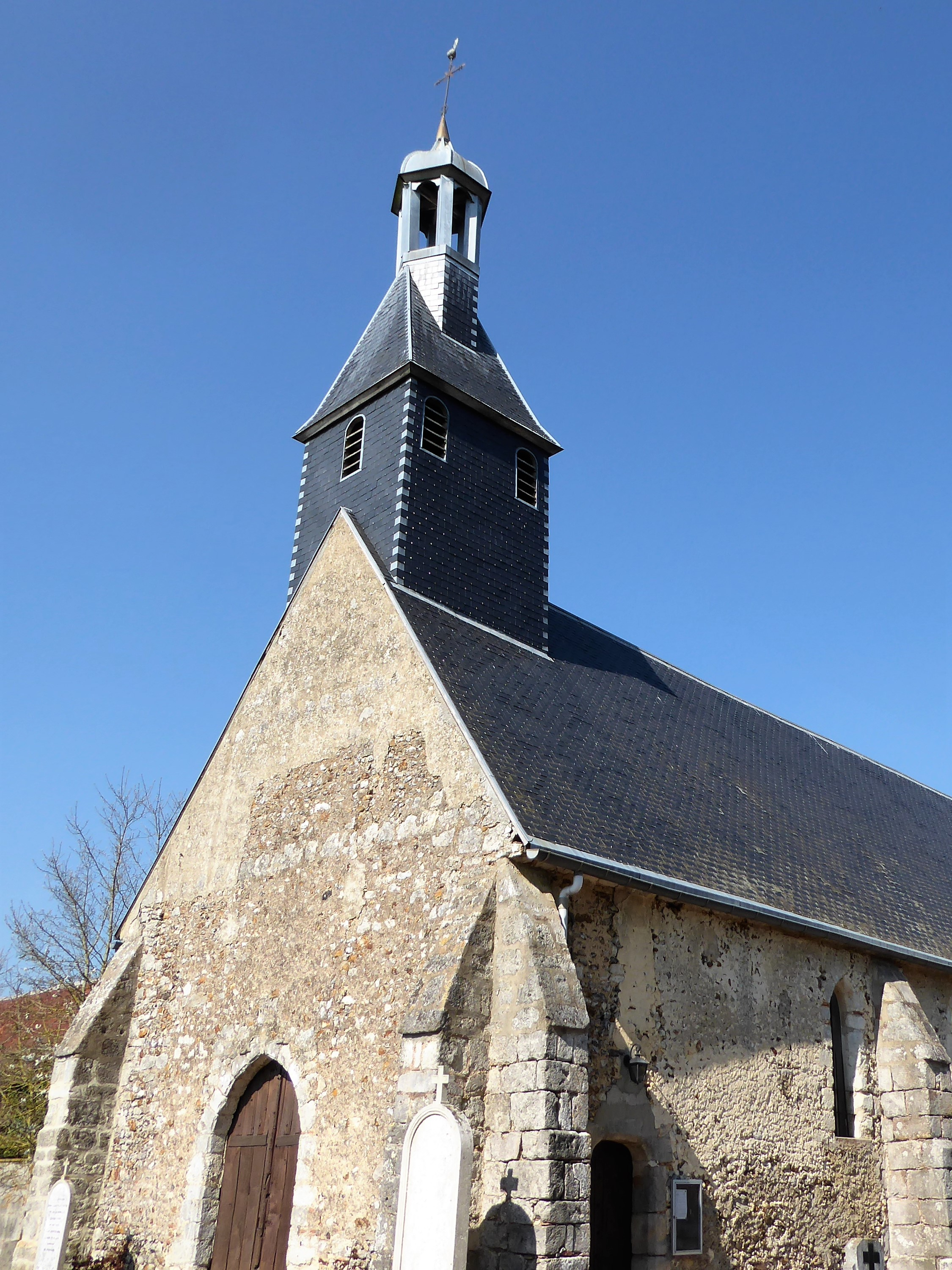
Le clocher, la façade ouest et le mur sud.
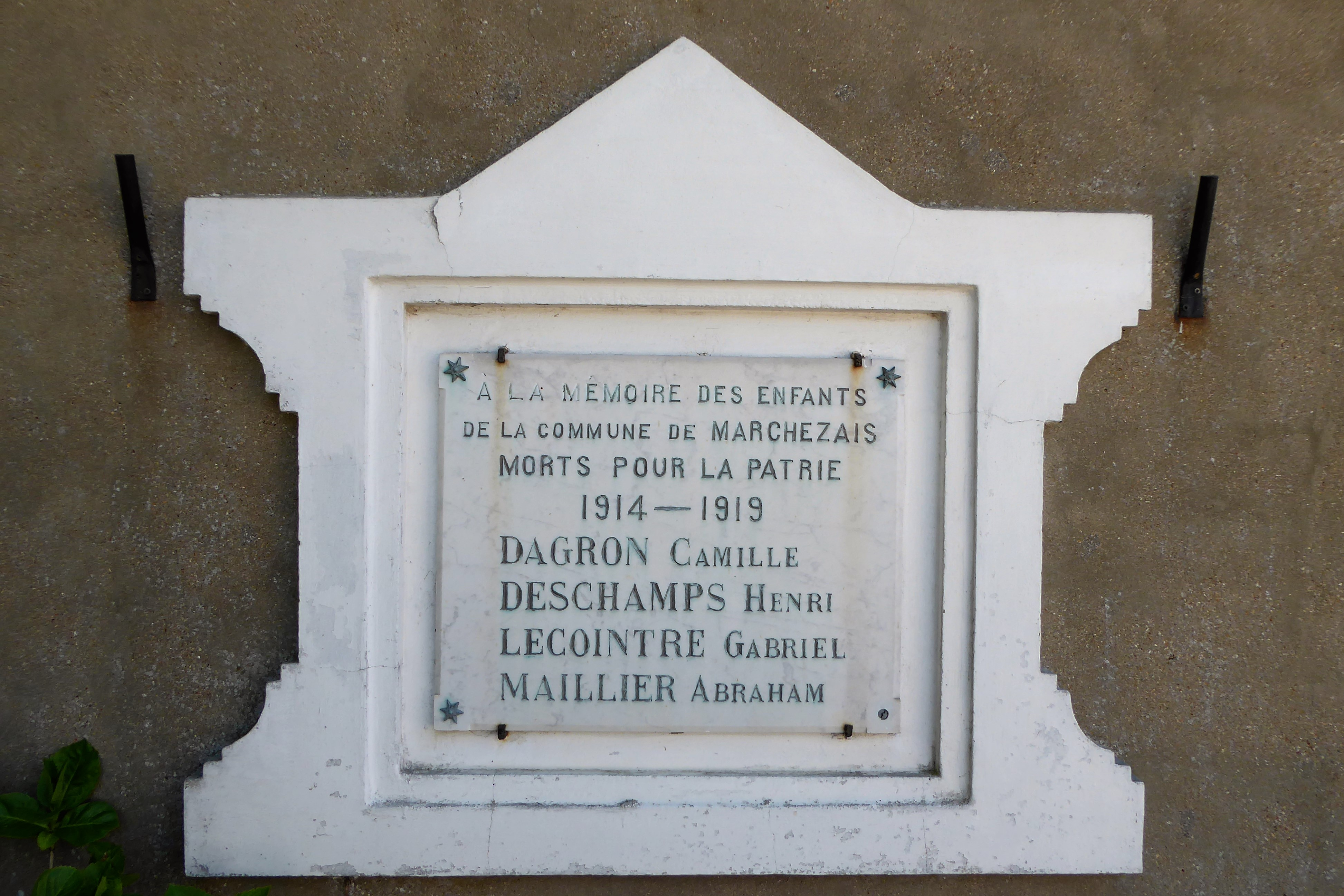
La plaque à la mémoire des morts de 1914-1919.
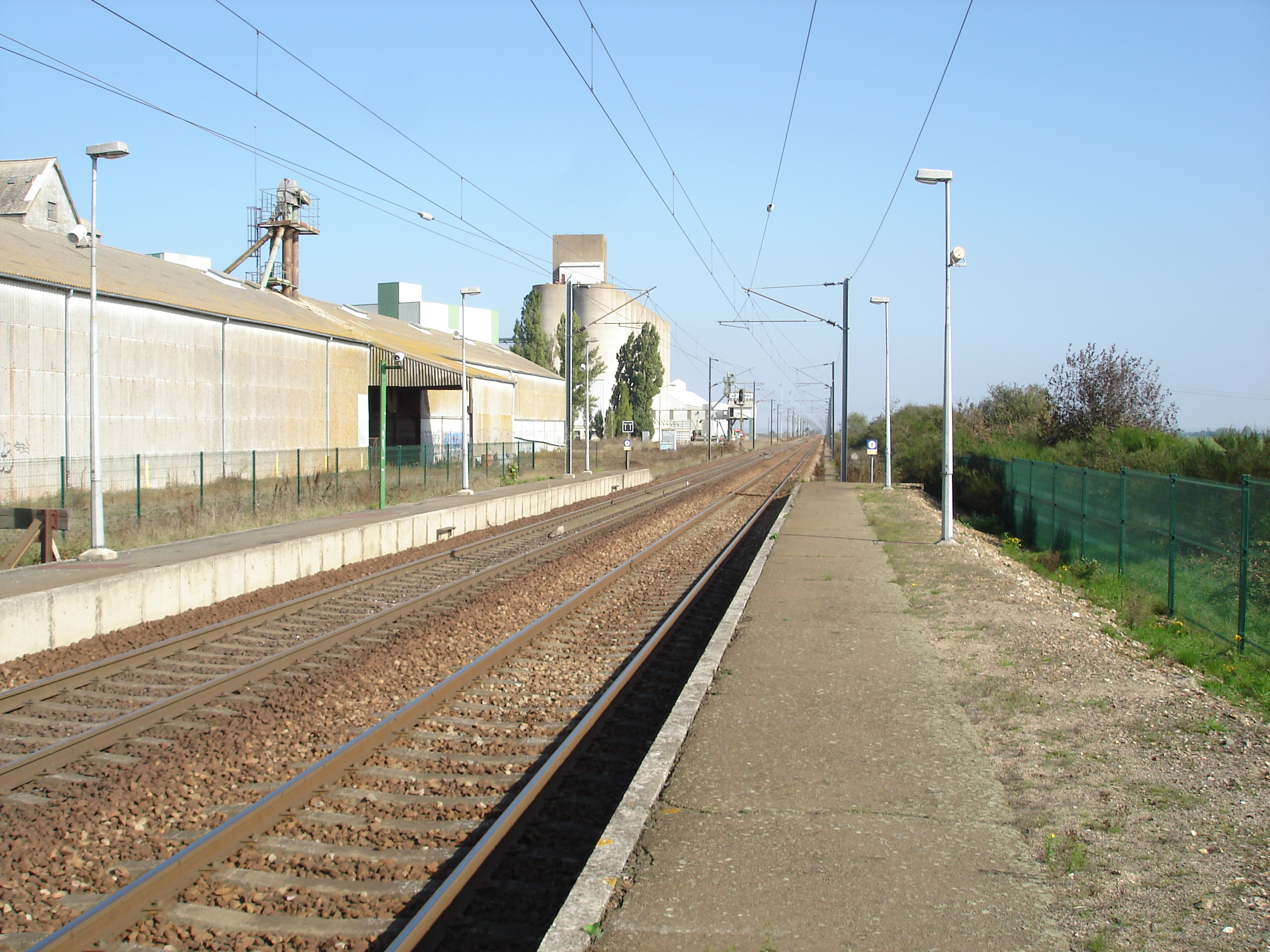
La gare de Marchezais - Broué.

### Blasonnement
|  | Les armoiries de Marchezais se blasonnent ainsi : De gueules à l’épi de blé d’or tigé et feuillé de deux pièces de sinople adextré en chef d’un silo à grain d’argent, au chef d’or chargé de trois roseaux au naturel. |